# Чумацький Шлях (явище)

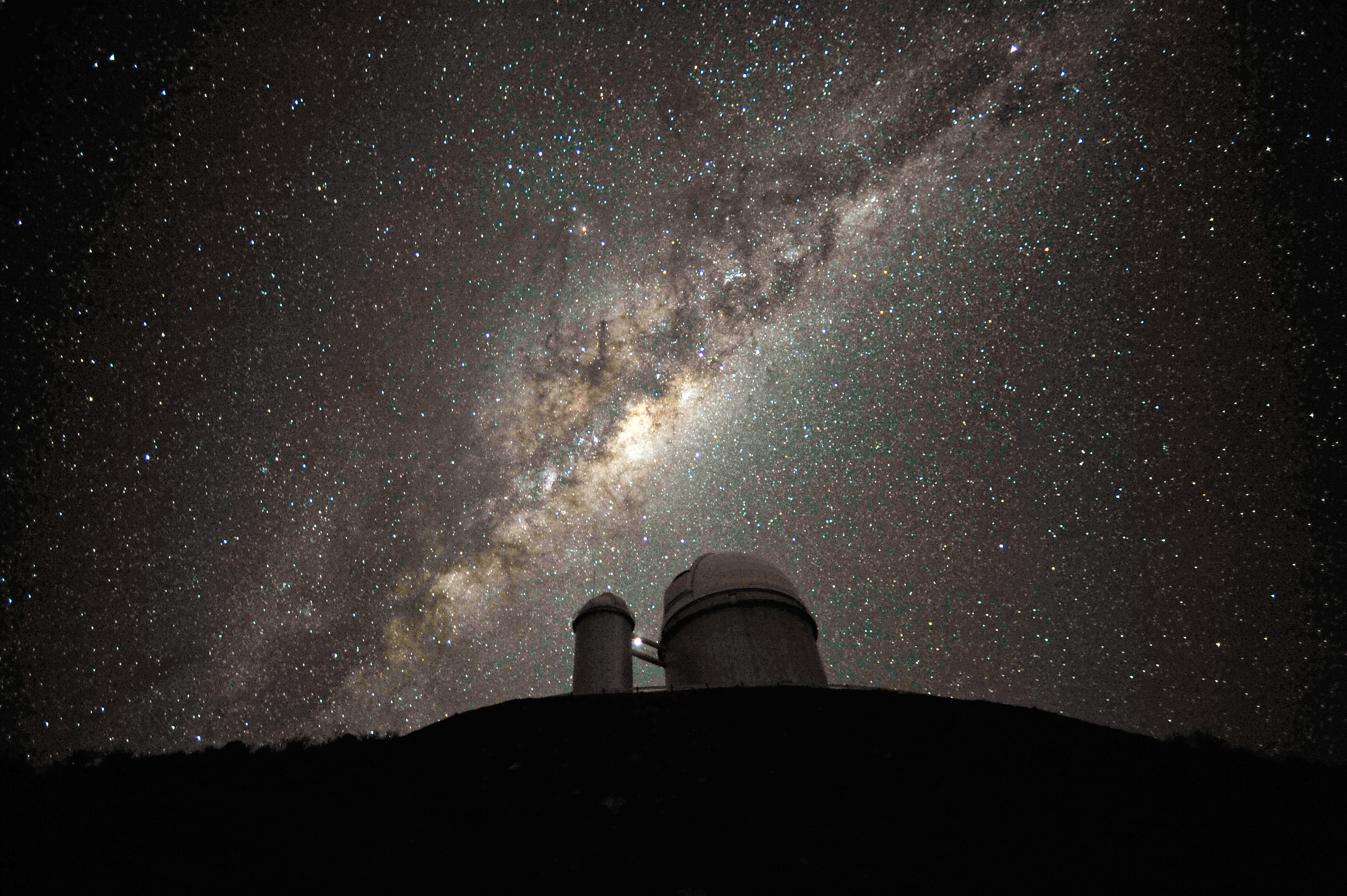
Чумацький Шлях з телескопом на його тлі

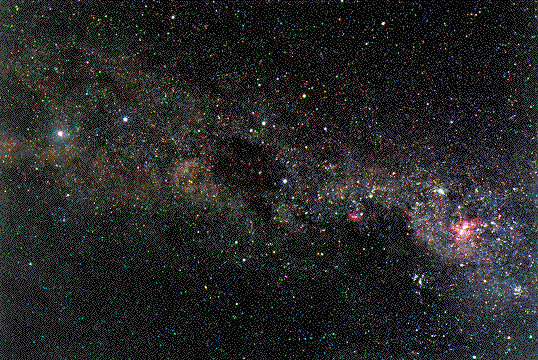
Південна частина Чумацького Шляху

Чума́цький Шлях (лат. Via Lactea від грец. γαλαξίας < γάλα γάλακτος «молоко») — неяскрава світна дифузна біляста смуга, що перетинає зоряне небо майже по великому колу, північний полюс якого знаходиться в сузір'ї Волосся Вероніки; складається з величезного числа слабких зір, невидимих окремо неозброєним оком, але помітних порізно в телескоп або на фотографіях, знятих з достатньо високою роздільністю.

## Опис явища
Видима картина Чумацького Шляху — наслідок перспективи при спостереженні зсередини величезного, дуже сплюснутого скупчення зірок нашої Галактики спостерігачем, що знаходиться поблизу площини симетрії цього скупчення. «Чумацький Шлях» — це також традиційна назва нашої Галактики. Яскравість Чумацького Шляху в різних місцях нерівномірна. Смуга Чумацького Шляху шириною близько 5—30 ° має на вигляд хмарну будову, зумовлену, по-перше, існуванням у Галактиці зоряних хмар або згущень і, по-друге, нерівномірністю розподілу пилових темних туманностей, що поглинають світло й утворюють таким чином ділянки з позірним дефіцитом зірок.

Сузір'я на галактичному екваторі

У Північній півкулі Чумацький Шлях проходить через сузір'я Орла, Стріли, Лисички, Лебедя, Цефея, Кассіопеї, Персея, Візничого, Тельця і Близнят. Йдучи в Південну півкулю, він захоплює сузір'я Єдинорога, Корми, Вітрил, Південного Хреста, Циркуля, Південного Трикутника, Скорпіона і Стрільця. Чумацький Шлях особливо яскравий у сузір'ї Стрільця, в якому знаходиться центр нашої Галактики.
Сузір'я Стрільця в північних широтах високо над горизонтом не піднімається. Тому в цій ділянці Чумацький Шлях буває не таким помітним, як, наприклад, у сузір'ї Лебедя, яке восени вечорами піднімається над обрієм дуже високо.
Середня лінія Чумацького Шляху називається галактичним екватором.

## Міфологія

### Українська
Згідно з легендою чумаки їздили до Криму по сіль, орієнтуючись вночі на світлу смугу на небі. Ніби перші чумаки, їдучи з Криму, позначили дорогу сіллю, яка сипалася з дір в мажарах. Господь переніс соляну дорогу на небеса. Відтоді чумаки знали шлях по сіль і додому. Ще вважали, що Чумацький Шлях — небесна дорога для людських праведних душ, що летять по цій дорозі в рай, а грішні — до пекла. Птахи по ньому восени відлітають у вирій, а весною повертаються.
Відома ще старовинна назва Чумацького Шляху: Становище, Стан. Ніби колись татарка напувала молоком свою дитину і ненароком пролила, воно розлилося на всі боки і залило півнеба білим. У давнину вірили, що Становище вщерть наповнене татарами, що вони там станом стали і саме звідти роблять свої набіги.
Божа дорога — давня українська назва Чумацького Шляху. Цією дорогою нібито у золотій колісниці їздить пророк Ілля (християнський наступник праукраїнського й праслов'янського Перуна) і гримить, метаючи золоті стріли блискавиць у демонів Арідника, Тринрода, Триюду, чортів, бісів, чугайстрів та інших.

### Вірменська, арабська, волоська, єврейська, перська, турецька, киргизька
За одним із вірменських міфів про Чумацький Шлях, бог Ваагн, предок вірмен, суворою зимою вкрав у родоначальника ассирійців Баршама солому і зник у небі. Коли він йшов зі своєю здобиччю по небу, то губив на своєму шляху соломинки; з них і утворився світлий слід на небі (вірменською «Дорога соломокрада»). Про міф про розсипану солому говорять також арабська, єврейська, перська, турецька та киргизька назви (кирг. саманчынын жолу — шлях соломника) цього явища. Жителі Валахії вважали, що цю солому Венера вкрала у Святого Петра.

### Бурятська
Згідно бурятською міфологією, добрі сили творять світ, видозмінюють всесвіт. Так, Чумацький Шлях виник з молока, яке Манзан Гурме націдила зі своїх грудей і вихлюпнула вслід Абаю Гесеру, що обдурив її. За іншою версією, Чумацький Шлях — це «шов неба», зашитого після того, як з нього висипалися зорі; по ньому, як по мосту, ходить Тенгрі.

### Угорська
За угорською легендою, Аттіла спуститься Чумацьким Шляхом, якщо секеям загрожуватиме небезпека; зірки являють собою іскри від копит. Чумацький шлях, відповідно, називається «дорогою воїнів» (угор. Hadak Útja).

### Давньогрецька

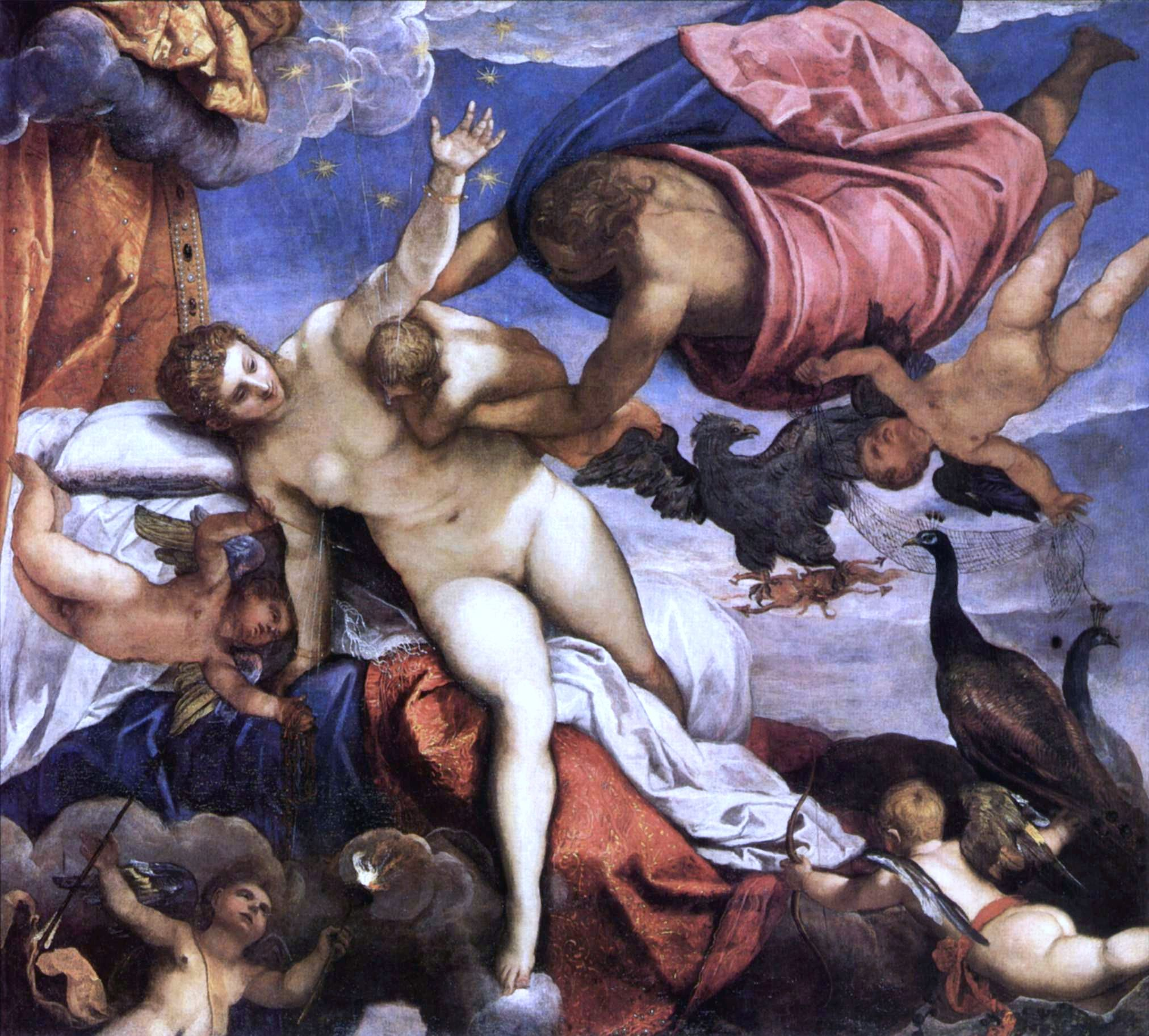
Якопо Тінторетто. «Народження Чумацького Шляху», 1570
Національна галерея, Лондон

Етимологію слова Galaxias (Γαλαξίας) і його зв'язок з молоком (γάλα) розкривають два схожих давньогрецьких міфи. Одна з легенд розповідає про розлите по небу материнське молоко богині Гери, яка годувала грудьми Геракла. Коли Гера дізналася, що немовля, яке вона годує груддю, не її власне дитя, а незаконний син Зевса і земної жінки, вона відштовхнула його, і розлите молоко стало Чумацьким Шляхом . Інша легенда говорить про те, що розлите молоко — це молоко Реї, дружини Кроноса, а немовлям був сам Зевс. Кронос пожирав своїх дітей, оскільки йому було передбачено, що він буде повалений власним сином. У Реї зародився план, як урятувати свою шосту дитину, новонародженого Зевса. Вона загорнула в дитячий одяг камінь і підсунула його Кроносу. Кронос попросив її погодувати сина ще раз, перед тим як він його проковтне. Молоко, пролите з грудей Реї на голий камінь, згодом стали називати Чумацьким Шляхом.

### Індійська
Стародавні індійці вважали Чумацький Шлях молоком вечірньої червоної корови, що проходить по небу. У Ріґведі Чумацький Шлях названий тронною дорогою Ар'ямана. Бхаґавата-пурана містить версію, за якою Чумацький Шлях — це живіт небесного дельфіна.

### Інкська

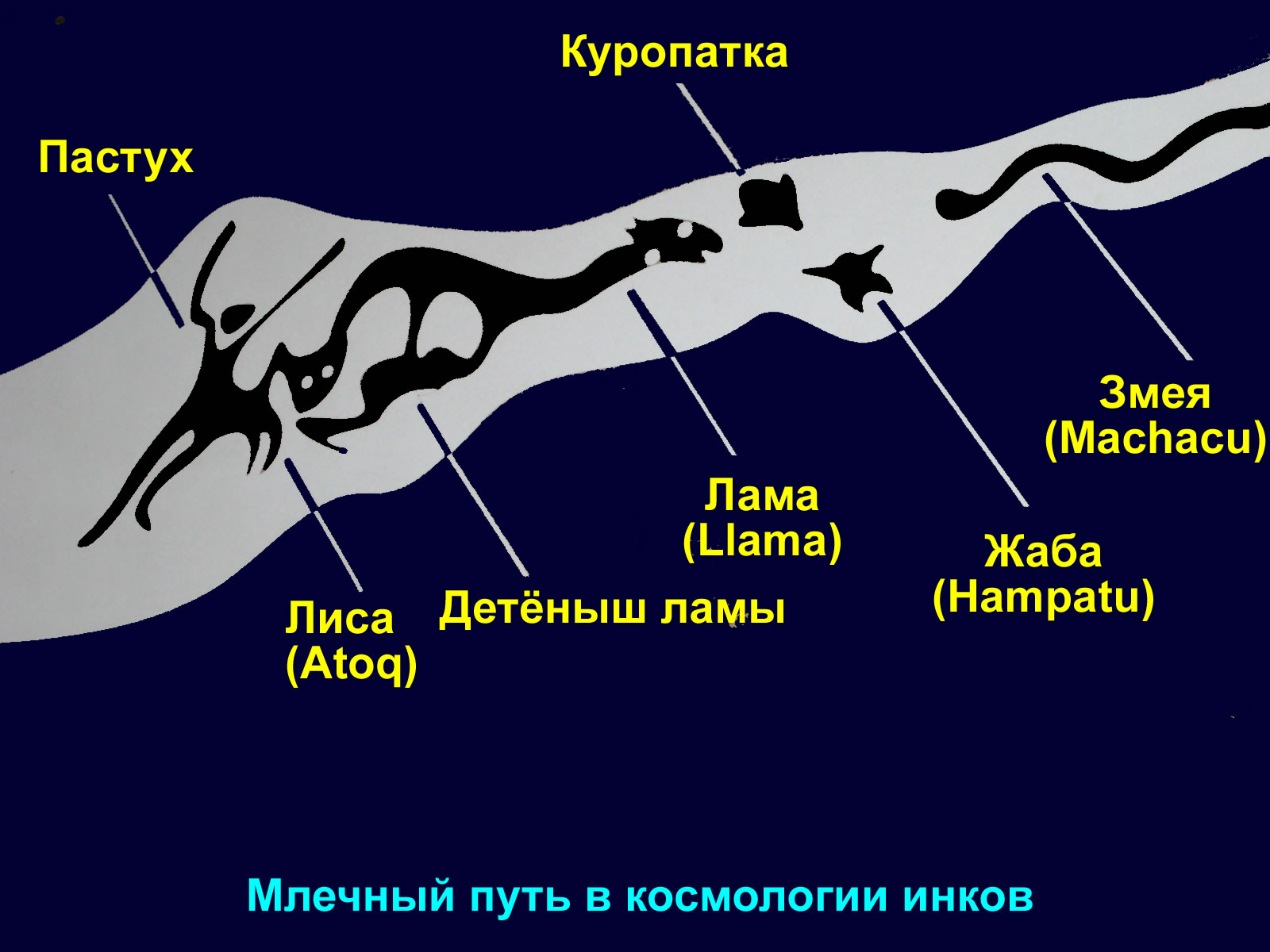
Чумацький Шлях в космології інків.

Головними об'єктами спостереження в астрономії інків (що знайшло відображення в їх міфології) на небосхилі були темні ділянки Чумацького Шляху — своєрідні «сузір'я» в термінології андських культур: Лама, Дитинча лами, Пастух, Кондор, Куріпка, Жаба, Змія, Лисиця; а також зорі: Південний Хрест, Плеяди, Ліра і багато інших.

### Кетська
У кетських міфах, подібно до селькупських, Чумацький Шлях описується як дорога одного з трьох міфологічних персонажів: Сина неба (Єся), який пішов полювати на західний бік неба і там замерз, богатиря Альбе, який переслідував злу богиню, або першого шамана Доха, який піднімався цією дорогою до Сонця.

### Китайська, в'єтнамська, корейська, японська
У міфологіях сіносфери Чумацький Шлях називають і порівнюють з річкою (у в'єтнамській, китайській, корейській та японській мовах зберігається назва «срібна річка»: (в'єтн. Ngân Hà, нган ха), кит. трад. 銀河系, спр. 银河系, піньїнь: Yínhéxì, акад. іньхесі, (кор. 우리 은하, урі инха), (яп. 天の川, тен но кава)). Китайці також іноді називали Чумацький Шлях «Жовтою дорогою», за кольором соломи.

### Корінних народів північної Америки
Хідатса і ескімоси називають Чумацький Шлях «Попелястим». У їхніх міфах йдеться про дівчину, яка розсипала по небу попіл, щоб люди могли знайти дорогу додому вночі. Шеєни вважали, що Чумацький Шлях — це бруд і мул, підняті черевом черепахи, яка пливе по небу. Ескімоси з Берингової протоки — що це сліди Ворона-творця, який йшов по небу. Черокі вважали, що Чумацький Шлях утворився, коли один мисливець вкрав дружину іншого з ревнощів, а її собака стала їсти кукурудзяне борошно, що залишилося без нагляду, і розсипала його по небу (цей самий міф зустрічається у койсанського населення Калахарі). Інший міф того ж народу говорить про те, що Чумацький Шлях — це слід собаки, яка тягла щось по небу. Ктунаха називали Чумацький Шлях «собачим хвостом», чорноногі називали його «вовчою дорогою». Вайандотський міф говорить про те, що Чумацький Шлях — це місце, де душі померлих людей і собак збираються разом і танцюють.

### Маорі
У міфології маорі Чумацький Шлях вважається човном Тама-ререті. Ніс човна — сузір'я Оріона і Скорпіон, якір — Південний Хрест, Альфа Центавра і Ходор — канат. Згідно з легендою, одного разу Тама-ререті плив на своєму каное і побачив, що вже пізно, а він далеко від будинку. Зірок на небі не було, і, боячись, що Таніфа може напасти, Тама-ререті став кидати в небо блискучу гальку. Небесному божеству Рангінуї сподобалося те, що він робив, і він помістив човен Тама-ререті на небо, а гальку перетворив на зорі.

### Фінська, литовська, естонська, ерзянська, казахська
Фінська назва — фін. Linnunrata — означає «Шлях птахів»; аналогічна етимологія й у литовської назви . Естонський міф також пов'язує Чумацький («пташиний») Шлях зі пташиним польотом.
Ерзянська назва — «Каргонь Кі» («Журавлина Дорога»).
Казахська назва — «Құс Жоли» («Шлях птахів»).